# Crocidura armenica
Crocidura armenica (білозубка вірменська) — дрібний ссавець, вид роду білозубка (Crocidura) родини мідицеві (Soricidae) ряду мідицеподібні (Soriciformes).

## Поширення
Країни поширення: Вірменія, Азербайджан. 